# Pietrek z Puszczy Piskiej
Pietrek z Puszczy Piskiej – powieść młodzieżowa autorstwa Igora Sikiryckiego opublikowana po raz pierwszy w 1971 w Wydawnictwie Łódzkim.
Powieść składa się z dwóch części: Jeden dzień i Wiosna w Puszczy. Akcja rozgrywa się w okolicach Pasymia, a dokładnie wsi Krzywonoga, nad jeziorami Kalwa, Purdy, Dłużek i Utopek. 

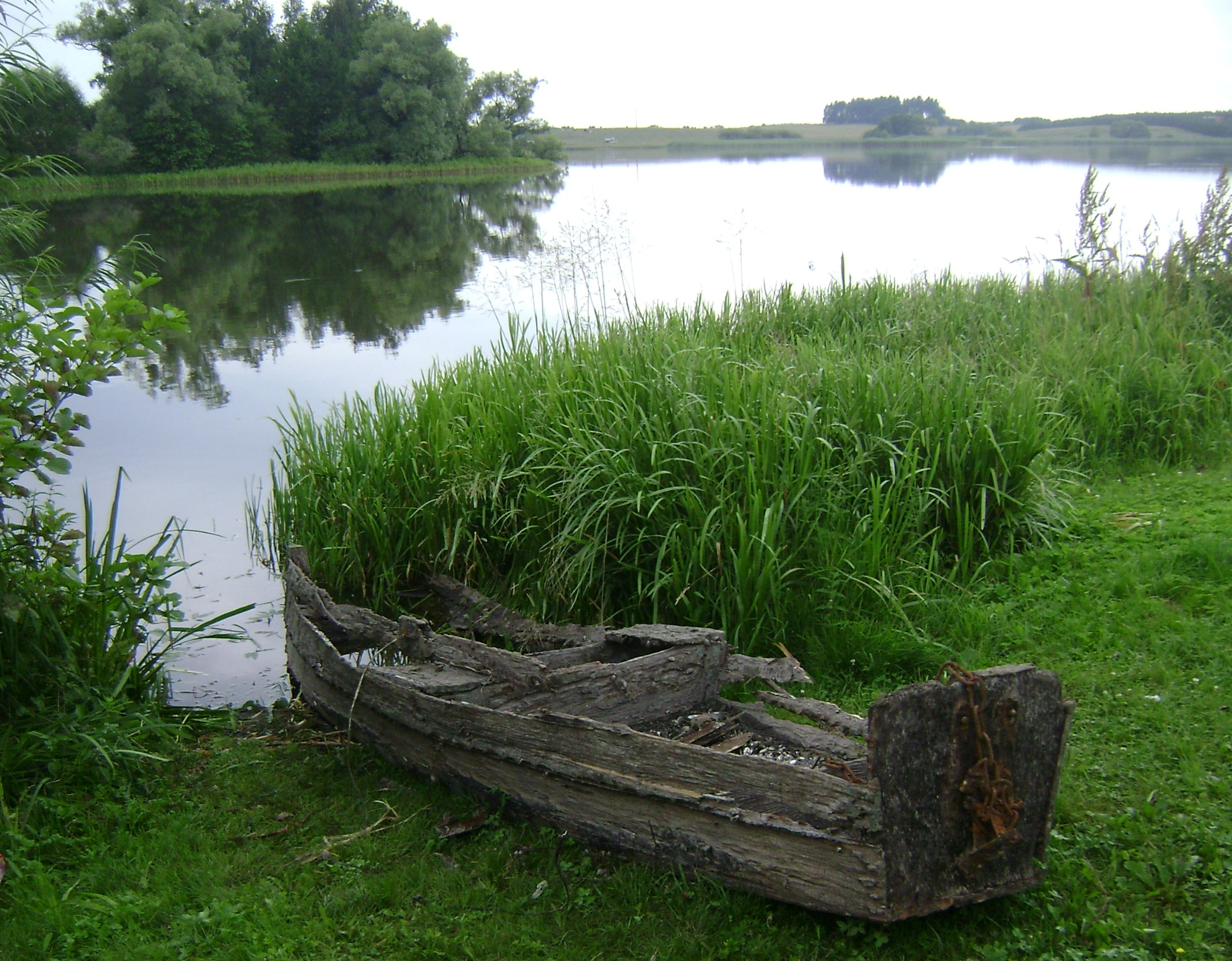
Jezioro Kalwa - tu rozgrywa się część akcji powieści

Pierwsza część dotyczy wydarzeń ze stycznia 1945, kiedy to trwa natarcie Armii Czerwonej na Olsztyn. Młody chłopak Piotr (Pietrek) Brostowski wraz z dziadkiem (rodowici polscy autochtoni mazurscy, dziadek znał osobiście Michała Kajkę) mieszkają w ziemiance nad jeziorem - ich dom zniszczyła salwa hitlerowskiej artylerii. Podczas wyprawy po ziemniaki Pietrek napotyka czołgowy oddział radziecki pod dowództwem Topolewa. Służą w nim też czołgiści Gudzenko i Jagoda. Ten drugi to Polak z Kowla, majster z Janowej Doliny, który stracił rodzinę w 1941 podczas agresji Niemiec na ZSRR. Nie przystąpił do II Armii Wojska Polskiego, tylko służył w oddziale rosyjskim, ponieważ uratował życie Gudzence pod Odessą i obaj żołnierze związali się słowem, że do końca wojny będą wojować razem. Pietrek, znający teren, przeprowadza bezpiecznie radzieckich żołnierzy na pozycje umożliwiające szybką likwidację hitlerowskiego oddziału pancernego, co otwiera Armii Czerwonej drogę na Olsztyn. Współpraca Polaków i Rosjan opisana jest jako wzorowa.
Druga część dotyczy okresu zaraz po wyparciu Niemców w kwietniu 1945 - pierwszych prac rolnych i naprawczych w gospodarstwie. Ważną rolę odgrywa rybołówstwo - ryby, zwłaszcza okonie, są podstawowym pokarmem Pietrka i dziadka przed pierwszymi plonami. Do Pasymia zjeżdża w tym czasie z Krakowa Michalski (były granatowy policjant) z pasierbem Romkiem, który pomaga okolicznym mieszkańcom przetrwać ciężką zimę w zamian zabierając sieci i łodzie rybackie - ważne źródło utrzymania ludności. W ten sposób planuje zbić fortunę na połowie ryb. Z czasem okazuje się zwykłym bandytą i szabrownikiem. Jednocześnie Romek zaprzyjaźnia się z Pietrkiem.
W powieści bogate są opisy warmińskiej przyrody, którą Sikirycki szczególnie doceniał, a także zmagań wędkarskich, w tym polowania na Wielgusa - legendarnego szczupaka o wyjątkowej wielkości i wadze.